# Octobre, récolte des pommes de terre
Octobre, récolte des pommes de terre ou Les Ramasseuses de pommes de terre est un tableau réalisé en 1878 par le peintre français Jules Bastien-Lepage (1848-1884). Il appartient à la National Gallery of Victoria à Melbourne. Ses dimensions sont de 180,7 × 196 cm,. Il est aussi appelé Femme ramassant des pommes de terre,.

## Description
Jules Bastien-Lepage a peint ce tableau dans son village de Damvillers, dans le Nord-Est de la France, département de la Meuse (en Lotharingie). Le nom du village est écrit dans le coin inférieur gauche du tableau, juste au-dessus de la signature de l'artiste.
Le tableau présente un champ qui s'étend dans le lointain, sur lequel la récolte des pommes de terre est effectuée. Au premier plan, une paysanne verse les pommes de terre depuis un panier en osier dans un sac. Derrière elle, à droite, une autre paysanne ramasse des pommes de terre dans un panier. Au loin, d'autres figures de paysans sont visibles. La scène se passe durant une journée d'automne nuageuse, avec un ciel couvert de nuages. Comme dans un autre tableau de Bastien-Lepage, Les Foins, la ligne d'horizon est située assez haut.

## Histoire
Le tableau est présenté au public au Salon de peinture et de sculpture, à Paris, en 1879. Peu de temps après la mort de l'artiste, en 1885, le tableau est acquis par son frère, le sculpteur Émile Bastien-Lepage (1854-1938).
À partir de 1897, le tableau se retrouve dans la collection de George McCulloch (en) (1848-1907), un entrepreneur australien, qui au début des années 1890 s'installe à Londres et y rassemble une collection de peintures. En 1907, après sa mort, le tableau est passé dans le patrimoine de sa veuve, Mary Coutts Michie. En octobre 1927, le tableau a été acheté par le fonds australien Felton Bequest, qui est composé de biens légués par Alfred Felton (en) (1831-1904),, et en 1928, il est transféré à la National Gallery of Victoria.

## Critiques
Le peintre russe Vassili Sourikov écrit à propos de ce tableau à Pavel Tchistiakov, à la fin de l'année 1883, :

« Je vis maintenant à Paris. J'y suis venu voir l'exposition Trois Années de peinture française. J'ai rencontré peu de choses qui m'ont vraiment attiré. <…> Mais à part cela, je veux parler d'œuvres qui sont vraiment de qualité. Prenons le tableau de Bastien-Lepage Femme ramassant des pommes de terre. Le visage est à la fois dessiné et à la fois comme vivant. Tout est décrit dans l'espace de la toile. Les reflets, la couleur, les données, tout est si entier et si intact, comme un miracle. Son autre tableau Les Foins est plus faible. »